# NGC 1340
NGC 1340 (= NGC 1344) è una galassia ellittica situata nella costellazione della Fornace, a una distanza di circa 54 milioni di anni luce dalla nostra Via Lattea.

## Scoperta
La galassia è stata scoperta il 9 ottobre 1790 dall'astronomo britannico di origine tedesca William Herschel e venne inserita nel New General Catalogue con la designazione NGC 1344. Il 19 novembre 1835 la galassia venne osservata dall'astronomo britannico John Herschel, figlio del precedente, ma a causa di un'imprecisione nella descrizione della posizione, venne scambiata per un nuovo oggetto e quindi inclusa nel New General Catalogue con il codice NGC 1340. Solo successivamente si è riusciti ad appurare che si tratta dello stesso oggetto celeste.

## Gruppo di NGC 1399
NGC 1340 (citata come NGC 1344 nell'articolo originale di Garcia) fa parte del Gruppo di NGC 1399, a sua volta incluso nel più vasto Ammasso della Fornace, e che comprende almeno 42 galassie, tra cui NGC 1326, NGC 1336, NGC 1339, NGC 1351, NGC 1366, NGC 1369, NGC 1373, NGC 1374, NGC 1379, NGC 1387, NGC 1399, NGC 1406, NGC 1419, NGC 1425, NGC 1427, NGC 1428, NGC 1437 (=NGC 1436), NGC 1460, IC 1913 e IC 1919.